# Egøje Station
Egøje Station er en dansk jernbanestation i Egøje på Østbanen. Trinbrættet blev åbnet 15. maj 1928.